# Il fondo del bicchiere
Il fondo del bicchiere (El fondo del vaso) è un romanzo di Francisco Ayala pubblicato nel 1962. L'opera riprende alcuni temi e personaggi di Morire da cani con un tono più vicino alla satira che alla denuncia sociale.

## Trama
José Lino Ruiz, che nel capitolo 2 di Muertes de perro fu annoverato tra le vittime dei disordini avvenuti dopo la morte del dittatore Bocanegra, è il narratore della prima parte di El Fondo del Vaso. La sua prima intenzione è quella di smentire "l'autore di quell'infame pamphlet che, sotto l'assurdo titolo di Muertes de perro, ha osato fare pubblica luce per minare la memoria di un grande patriota, onorevole gentiluomo e uomo integro: l'indimenticabile presidente Bocanegra, il cui nome intendo riabilitare". Tuttavia, questo obiettivo rimane sullo sfondo e la trama si sposta verso una questione di gelosia e l'omicidio di Junio Rodríguez. La seconda parte è costituita da ritagli di giornale relativi alle indagini sul delitto. Nella terza parte, infine, Lino – arrestato in quanto presunto autore dell'omicidio – torna ad essere il narratore in prima persona.

## Edizioni
- Buenos Aires, Sudamericana, 1962 (prima edizione).
- Madrid, Editoriale Alianza (LB 229), 1970.
- Madrid, Espasa Calpe, 1981. Edizione in unico volume con Muertes de perro; prologo di Mariano Baquero Goyanes.
- Madrid, Cattedrale (LH 391), 1995. A cura di Nelson R. Orringer.
- Madrid, Editoriale Alianza (LB 0230), 1998.
- Madrid, Alleanza Editoriale (BA), 2020. Edizione in unico volume con Muertes de perro.